# Der tolle Amerikaner
Der tolle Amerikaner (Originaltitel: La belle Américaine) ist eine französische Filmkomödie aus dem Jahr 1961 von Robert Dhéry.

## Handlung
Der Pariser Arbeiter Marcel Perrignon kauft für nur 500 Franc einen großen, US-amerikanischen Wagen von Madame Lucanzas. Diese ist die betrogene Ehefrau eines Geschäftsmanns, der ein Verhältnis mit seiner Sekretärin hat. Der günstige Preis ist ein Racheakt, auch damit das Auto nicht in die Hände der Nebenbuhlerin fällt. Perrignon bringt der neue Wagen kein Glück. Da sein Arbeitgeber Viralot es nicht ertragen kann, dass einer seiner Angestellten ein größeres Auto fährt als er selbst, wird er aus der Firma entlassen. Später wird er von zwei Polizisten angehalten, da sie denken, Marcel könne sich so ein Auto nicht leisten. Sie fahren zu Madame Lucanzas, die diesen Verkauf an Marcel bestätigen kann. Da er aber noch keine Zulassung für das Auto besitzt, begleiten die zwei Polizisten Marcel und verhelfen ihm, nach einigem Zögern seinerseits, zu einer schnelleren Zulassung. Für eine Spritztour mit dem Auto sehen die Polizisten von einer Anzeige ab.
Um sein finanzielles Auskommen zu sichern, meldet sich Perrignon bei einem Wettbewerb um das eleganteste Auftreten an, bei dem eine Million Franc Preisgeld ausgelobt sind. Er scheitert jedoch kläglich, als die von ihm mitgenommene Bulldogge den Wettkampf durcheinanderbringt. Wenig später erhält er eine Anstellung als Chauffeur ausgerechnet der Sekretärin, wegen der er seinen Wagen ursprünglich von Madame Lucanzas erhielt. Als er sich weigert, ihr sein Auto zu übereignen, und da das Auto kein Benzin mehr im Tank hat, sperrt sie ihn kurzerhand in den Kofferraum und lässt das Gefährt außerhalb von Saint-Germain stehen. Ein Landstreicher kommt von einer Lichtung und versucht aus dem Kofferraum etwas zu stehlen. Dieser bricht den Kofferraum auf, und Marcel wird befreit. Da es früh am Morgen ist und der Kofferraum offen steht, wird es Marcel kalt, und er erwacht schließlich. Er nimmt den Reserve-Kanister und füllt den Tank wieder auf, um bis zur nächsten Tankstelle fahren zu können. Dort angekommen fragt er den Tankwart, wo er tanken kann, und dieser zeigt ihm den falschen Weg. Er fährt sogleich in eine Kolonne einer Waschstraße. So nimmt Marcels Pechsträhne ihren weiteren Verlauf. Das Auto wird mit offenem Verdeck gewaschen. Die Besitzer entschuldigen sich bei Marcel und geben ihm einen frischen Anzug, polieren das Auto und füllen seinen Tank auf Geschäftskosten. Marcel bedankt sich und fährt weiter und kommt in einen Stau, wobei er von einem Polizisten fehlgeleitet wird und er an einem staatlichen Anlass teilnimmt. Per Zufall hilft er dem Wirtschafts-Minister von Frankreich bei einem finanziellen Problem, wobei Marcel ein wenig mit seinem Gehalts-Ausweis trickst. Der Wirtschaftsminister stellt Macel Perrignon wichtige Persönlichkeiten vor und lädt ihn auf ein Abendessen der gehobenen Gesellschaft Frankreichs ein.
Da der Wirtschaftsminister sehr angetan ist von Marcel, da er so viel weiß, gibt er ihm seine Karte mit der Telefonnummer. Sollte Marcel etwas brauchen, solle er nicht zögern, den Wirtschaftsminister anzurufen. Da der Wirtschaftsminister noch einen Termin in einer Fabrik hat, will er, dass Marcel ihn begleitet. Er ist so begeistert von Marcels Auto, dass er mit Marcel mitfährt. Beide fahren zu Marcels altem Arbeitgeber, wo eine neue Maschine vorgestellt wird. Nach diesem Anlass will der Wirtschaftsminister das Auto fahren, wobei wieder der Tank leergefahren wird. Da der Wirtschaftsminister kein Geld für ein Taxi oder Telefon hat, hilft Marcel dem Wirtschaftsminister aus und gibt ihm 500 alte Francs und eine Telefonmarke. Sogleich versucht Marcel bei der nächsten Tankstelle Benzin zu holen, vergisst aber, die Handbremse anzuziehen. Als er mit dem Tankwart auf die Straße zurückkehrt, ist sein Wagen verschwunden. Das Auto rollt die Straße runter bis zu einem Dock an der Seine, wobei das Auto auf einen Kahn rollt. Der Kapitän ist wütend, dass man seinen Kahn schon als Parkplatz missbraucht, und legt ab, da er der Ansicht ist, dass, wer auf seinem Kahn parkt auch zu Fuß oder anderweitig seinem Kahn folgen könne.
Marcels Freund Alfred entdeckt später bei einer Schleuse Marcels Auto und fragt den Kapitän, wo Marcel sei, was dieser nicht beantworten kann, da er das Fahrzeug so auf seinem Schiff vorgefunden hat. Sie schieben das Auto vom Kahn und stellen es neben der Schleuse ab. Alfred findet Marcel in seiner Stammkneipe und erzählt ihm die erfreuliche Botschaft, dass sein Auto wieder aufgetaucht ist. Marcel will das Auto abholen, erwischt aber einen Muskelprotz, als dieser sein Auto mit „AMI GO HOME“ verschmieren will. Als er den Muskelprotz davon abhalten will, gibt dieser den Pinsel und Farbeimer Marcel. Er solle diese Schmiererei auftragen, während er Schmiere steht. Wieder kommen zwei Polizisten und verhaften Marcel. Er versucht nun den Polizisten klarzumachen, dass er einige Leute kennt, die bestätigen können, dass es sich um sein Auto handelt. Durch einen Streifenpolizisten wird ein Suchbefehl des Autos auf diese Wache gebracht, worin steht, dass – sollte ein Polizist das Auto finden – unverzüglich der Wirtschaftsminister anzurufen ist, wonach sich dann die Polizisten bei Marcel für die Verhaftung abermals entschuldigen. Das Auto wird zu Marcel zurückgebracht, im Hof abgestellt und die Hausgemeinschaft feiert gemeinsam. Perrignons Ehefrau will den Wagen aus dem Hof fahren, da der Eisverkäufer mit einem Eiswagen durch den Hof will und zerstört dabei den Eiswagen. Die Hausgemeinschaft rennt zum Unfallort in den Hof und bringt Marcel auf eine Idee: Um Pierrots alten Anhänger zu ersetzen, wird er das Auto in eine fahrende Eisdiele umbauen. Die letzte Szene zeigt eine Pferderennbahn, auf der die neue Eisdiele steht und Marcel, Pierrot und Paulette Eis verkaufen.

## Hintergrund

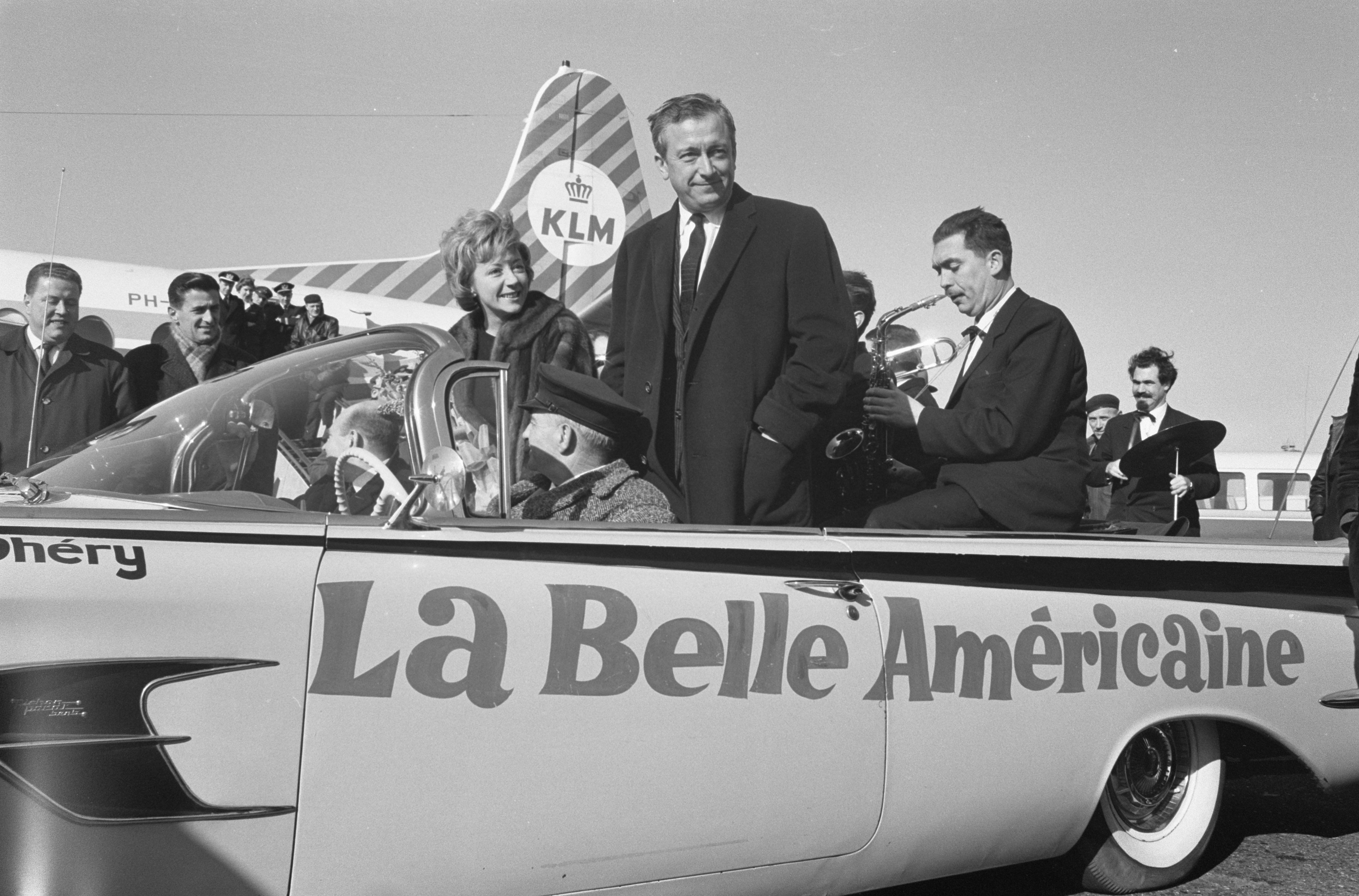
Colette Brosset und Robert Dhéry auf Werbetour für den Film in den Niederlanden

Das im Film verwendete Auto ist ein weißer Oldsmobile 88, Modell 1959.
Der Film wurde bis auf die letzte Szene in schwarz-weiß gedreht, die abschließende Zukunftsvision des Protagonisten wurde in Farbe gefilmt.

## Kritik
„Munter-volkstümliches Lustspiel, das schwungvoll und unbekümmert Klamauk und liebevoll-ironische Seitenhiebe gegen die Lebensarten französischer Vorstadtbewohner verbindet.“